# Torneo de Auckland 2019
El ASB Classic 2019 fue un evento de tenis de la ATP World Tour 250 en su rama masculina y WTA Premier en la femenina, se disputó en Auckland (Nueva Zelanda) en el complejo ASB Tennis Centre y en cancha dura al aire libre, haciendo parte de un par de eventos que hacen de antesala al Abierto de Australia, desde el 30 de diciembre de 2018 hasta el 6 de enero de 2019, las mujeres y desde el 7 de enero hasta el 12 de enero los hombres.

## Distribución de puntos
| Modalidad            | Campeón | Finalista | Semifinales | Cuartos de final | 2ª ronda | 1ª ronda | Clasificados | 2ª ronda de clasificación | 1ª ronda de clasificación |
| Individual masculino | 250     | 165       | 100         | 50               | 25       | 0        | 13           | 7                         | 0                         |
| Dobles masculino     | 250     | 150       | 90          | 45               | 20       | 0        | -            | -                         | -                         |

| Modalidad           | Campeona | Finalista | Semifinales | Cuartos de final | 2ª ronda | 1ª ronda | Clasificadas | 3ª ronda de clasificación | 2ª ronda de clasificación | 1ª ronda de clasificación |
| Individual femenino | 470      | 305       | 185         | 100              | 55       | 1        | 25           | 18                        | 13                        | 1                         |
| Dobles femenino     | 470      | 305       | 185         | 100              | -        | 1        | -            | -                         | -                         | -                         |

## Cabezas de serie

### Individuales masculino
| Tenista          | Ranking | Preclasificado |
| John Isner       | 10      | 1              |
| Fabio Fognini    | 13      | 2              |
| Marco Cecchinato | 20      | 3              |
| Pablo Carreño    | 23      | 4              |
| Roberto Bautista | 24      | 5              |
| Hyeon Chung      | 25      | 6              |
| Denis Shapovalov | 27      | 7              |
| Gaël Monfils     | 29      | 8              |
| Steve Johnson    | 33      | 9              |

- Ranking del 31 de diciembre de 2018.[3]

### Dobles masculino
| Tenista                       | Ranking | Preclasificada |
| Oliver Marach Mate Pavić      | 7       | 1              |
| Bob Bryan Mike Bryan          | 15      | 2              |
| Raven Klaasen Michael Venus   | 31      | 3              |
| Łukasz Kubot Horacio Zeballos | 38      | 4              |

### Individuales femenino
| Tenista             | Ranking | Preclasificado |
| Caroline Wozniacki  | 3       | 1              |
| Julia Görges        | 14      | 2              |
| Hsieh Su-wei        | 28      | 3              |
| Petra Martić        | 32      | 4              |
| Barbora Strýcová    | 33      | 5              |
| Venus Williams      | 38      | 6              |
| Kirsten Flipkens    | 47      | 7              |
| Alison Van Uytvanck | 49      | 8              |

- Ranking del 24 de diciembre de 2018.[4]

### Dobles femenino
| Tenista                          | Ranking | Preclasificada |
| Raluca Olaru Abigail Spears      | 73      | 1              |
| Kirsten Flipkens Johanna Larsson | 74      | 2              |
| Kaitlyn Christian Asia Muhammad  | 114     | 3              |
| Han Xinyun Darija Jurak          | 120     | 4              |

## Campeones

### Individual masculino
Tennys Sandgren venció a  Cameron Norrie por 6-4, 6-2

### Individual femenino
Julia Goerges venció a  Bianca Andreescu por 2-6, 7-5, 6-1

### Dobles masculino
Ben McLachlan /  Jan-Lennard Struff venció a  Raven Klaasen /  Michael Venus por 6-3, 6-4

### Dobles femenino
Eugénie Bouchard /  Sofia Kenin vencieron a  Paige Mary Hourigan /  Taylor Townsend por 1-6, 6-1, [10-7]